# Mandole algérienne
La mandole est un instrument de musique à cordes pincées d'origine algérienne. Elle est surtout utilisée en musique chaâbi , en musique algéroise et  en musique kabyle. 
Elle se présente sous diverses formes, mais en général il s'agit d'une sorte de grosse mandoline avec une caisse plate, munie d'un manche long à 4 cordes doubles (8 cordes), en métal ou 5 à 6 cordes doubles (mandole-guitare).

## Histoire
Instrument ancien, aux origines médiévales, sa forme actuelle à caisse aplatie doit sa conception à Hadj El Anka (1907-1978), un précurseur du chaabi algérois et à la réalisation du luthier italien Bellido en 1932. Cette version aplatie de Bellido va faire son entrée dans l'orchestre du medh,.
L'utilisation de la mandole fait partie intégrante du folklore et de la culture algérienne.